# ギャグ噴射!!〜右手のマニキュア〜
「ギャグ噴射!!〜右手のマニキュア〜」（ギャグふんしゃ!! みぎてのマニキュア）は、1982年7月21日に発売されたシャネルズ（後のラッツ&スター）の企画もののカセットテープ。

## 解説
- ニッポン放送のラジオ番組「マサユキ・スズキのドキドキやるしかナイト」で放送されたギャグ（コント）をもとに制作された。
- 公式にはカセットテープのみの発売。CDは発売されておらず、レコードにおいてもプロモーション用の非売品が何枚か存在するのみである。
- 前述通り、ラジオ番組先導企画品のため、彼らの歌は1曲も収録されていない。
- 2010年2月25日に発売されたラッツ＆スター初のCD・DVD-BOX『The Complete 〜History of RATS & STAR〜』内の「レア・トラックス集『Ultra Rare Tracks』」においては、本作品から「〜草むらは生きている〜昆虫討論会」「〜異色対談〜マーチン鈴木の部屋（今日のお客様は・・・?）」「ついに買ったぞ!!」の3編のみが収録されている。

## 収録曲
SIDE A
1. オープニング
「ギャグ噴射!!」
2. 初体験（青い性）
3. コマーシャル(1)
4. テレフォン・ギャグ(Part1,Part2,Part3)
5. 〜秘境を訪ねて、文化人類学〜新日本紀行番外編
「栄光への脱出」
6. コマーシャル(2)
7. 〜ドキュメンタスティック・ファンタジィ〜炎創世
8. 〜超SF物語〜世にも不思議な物語
9. コマーシャル(3)
10. 〜草むらは生きている〜昆虫討論会
11. エーメン

SIDE B
1. 〜異色対談〜マーチン鈴木の部屋（今日のお客様は・・・？）
2. 顔見知り
3. ギャグ噴射・テレフォンショッピング
「お江戸日本橋」
4. ステレオ・サウンド（足音その1、足音その2）
5. ついに買ったぞ!!
6. コマーシャル(4)
7. 〜ホームドラマ〜赤ちゃん誕生
「ファンファーレ、コーラルとフーガ」
8. 芸能界用語講座
「山のごちそう」
9. エンディング
「ギャグ噴射!!」